# Rives-du-Couesnon
Rives-du-Couesnon is een gemeente in het Franse departement Ille-et-Vilaine (regio Bretagne). De plaats maakt deel uit van het arrondissement Fougères-Vitré. Rives-du-Couesnon is op 1 januari 2019 ontstaan door de fusie van de gemeenten Saint-Georges-de-Chesné, Saint-Jean-sur-Couesnon, Saint-Marc-sur-Couesnon en Vendel. De gemeente telde 2.919 inwoners op 1 januari 2022.

## Geografie
De oppervlakte van Rives-du-Couesnon bedroeg op 1 januari 2022 48,36 vierkante kilometer; de bevolkingsdichtheid was toen 60,4 inwoners per km².

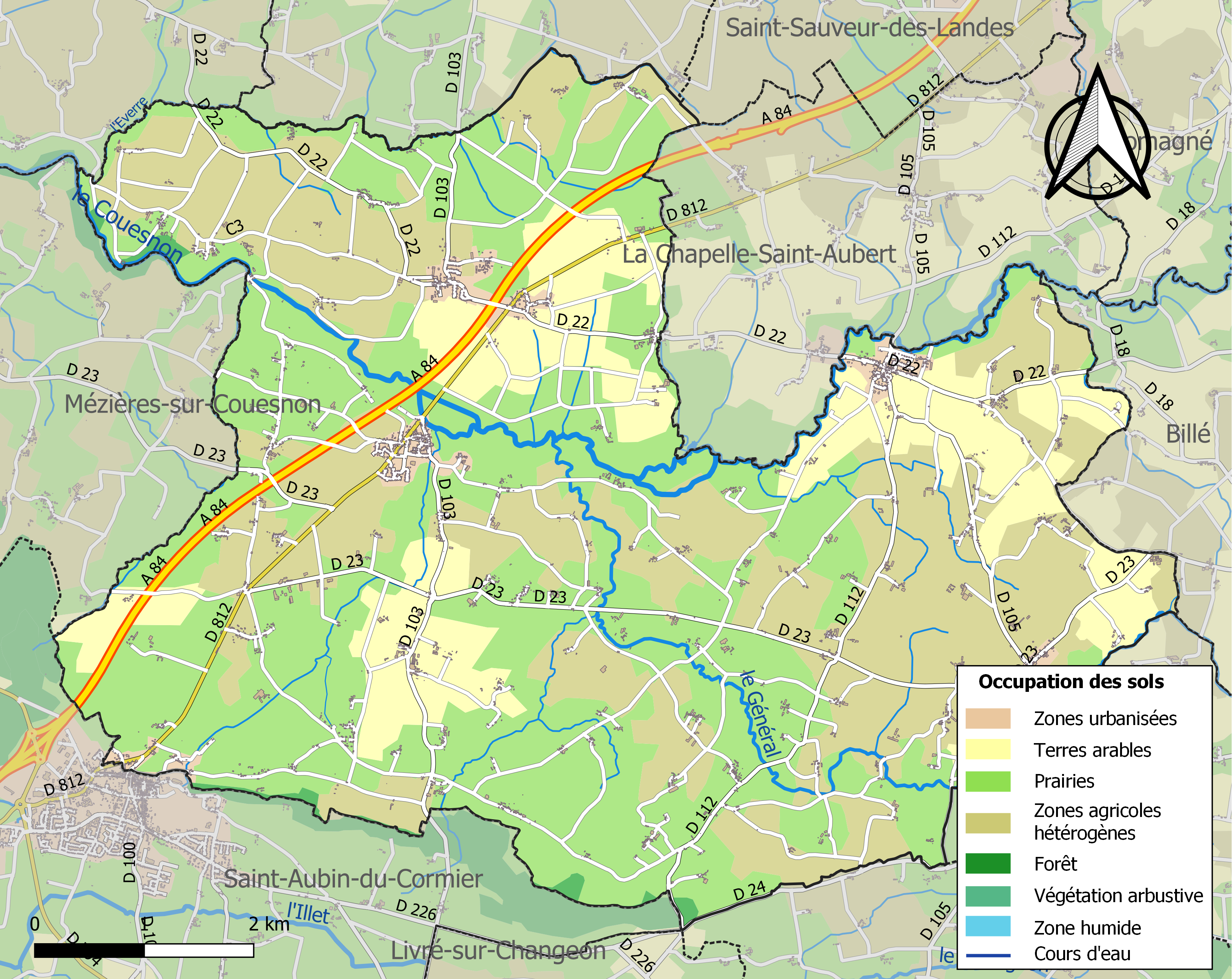
Kaart van de gemeente met belangrijkste infrastructuur, bodemgebruik en omliggende gemeenten